# Ullpayacu
Ullpayacu es una localidad peruana, capital de distrito de Pastaza, provincia de Datem del Marañón, al oeste del departamento de Loreto.

## Descripción
Ullpayacu es una localidad habitada mayormente por indomestizos e indígenas del pueblo candoshi, ambos grupos suelen tener conflictos por la diferencia de culturas, el conflicto étnico alcanzó su punto de ebullición en 2011 a tal punto que el gobierno peruano tuvo que intervenir para evitar más enfrentamientos que ocasionaban muertes.
El poblado por su ubicación geográfica, es punto de encuentro de representantes del gobierno peruano con representantes de los siete pueblos amerindios que habitan toda la provincia de Datem del Marañón.
La malaria es una mal epidémico que afecta constantemente a la localidad.